# Министерство культуры, молодёжи и спорта Украины
Министерство культуры, молодёжи и спорта Украины (укр. Міністерство культури, молоді та спорту України) — в 2019—2020 годах государственный орган исполнительной власти Украины, деятельность которого направляется и координируется Кабинетом министров Украины.
Создано 29 августа 2019 года. Ликвидировано 30 марта 2020 года.
Министерство культуры, молодёжи и спорта Украины является главным органом в системе центральных органов исполнительной власти в сфере обеспечения информационного суверенитета Украины, в частности по вопросам распространения общественно важной информации на Украине и за её пределами, а также обеспечения функционирования государственных информационных ресурсов.

## Структура
- Государственный секретарь министерства — Артем Биденко[укр.][2].
- Первый заместитель министра — Анатолий Максимчук[укр.][3].
- Заместители министра — Ирина Подоляк[4], Алексей Сивирин[5], Владимир Шумилин[6].
- Заместитель министра по вопросам европейской интеграции — Светлана Фоменко[7].

## Деятельность
По сообщению министра Бородянского полноценная работа министерства началась 2 января 2020 года. Значительную часть функций министерство передало новым центральным органам исполнительной власти, а именно::
- Государственное агентство развития туризма;
- Государственное агентство развития молодежи и гражданского общества Украины;
- Государственное агентство спорта Украины;
- Государственное агентство по вопросам искусств Украины;
- Государственное агентство по вопросам художественного образования Украины;
- Государственная служба охраны культурного наследия Украины;
- Государственная инспекция культурного наследия Украины.

Реструктуризация коснулась также подчинения отдельных учреждений высшего образования, привело к задержке выплаты заработных плат и стипендий в некоторых художественных учебных заведениях.

### Законотворческие инициативы
Наиболее резонансной законотворческой инициативой нового министерства стала разработка так называемого закона о дезинформации, эта инициатива получила критическую оценку общественности и Мониторинговой миссии ООН по правам человека, как подрывающая свободу СМИ. 

### Финансируемые проекты
Отмечается, что по линии министерства оказывается существенная финансовая помощь национально-патриотическим организациям. Из 20 млн. гривен (715 тыс. долларов), выделенных министерству культуры и спорта в 2020 году на поддержку молодёжных и детских общественных организаций, 8 млн. гривен получили проекты национально-патриотической направленности.
Сумма выделяемых средств на каждый проект составляет от 120 до 450 тыс. гривен (от 4 до 16 тыс. долларов). В списке финансируемых проектов указаны  «Благотворительный забег имени киборга Игоря Брановицкого», военно-спортивный лагерь «Непокоренные им. Ярослава Роберта Мельника» и другие.